# Maximale Arbeitsplatz-Konzentration
Die Maximale Arbeitsplatz-Konzentration (MAK-Wert) gibt die maximal zulässige Konzentration eines Stoffes als Gas, Dampf oder Schwebstoff in der (Atem-)Luft am Arbeitsplatz an, die nach dem gegenwärtigen Stand der Kenntnis auch bei wiederholter und langfristiger Einwirkung im Allgemeinen die Gesundheit der Beschäftigten nicht beeinträchtigt und diese nicht unangemessen belästigt. Als langfristige Einwirkung wird in der Regel eine täglich 8-stündige Exposition, bei einer wöchentlichen Arbeitszeit von 40 Stunden, angesetzt. Unangemessene Belästigungen können beispielsweise ekelerregende Gerüche sein. Die jeweils dabei festgesetzten Werte sind ein Kompromiss in der Abwägung zwischen möglichen Gesundheitsschäden (wobei auch der Schichtbetrieb zu berücksichtigen ist) sowie den Risiken und den Kosten bei der Produktion. Die MAK-Werte sind „keine Konstanten, aus denen das Eintreten oder Ausbleiben von Wirkungen bei längeren oder kürzeren Einwirkungszeiten errechnet werden kann“. Im Zuge des technischen Fortschritts kommt es demzufolge zu Anpassungen bzw. zur Absenkung der entsprechenden Werte.

## Deutschland
Eine Liste der MAK-Werte zusammen mit den BAT-Werten und Vorschläge zu Änderungen werden von der „Senatskommission zur Prüfung gesundheitsschädlicher Arbeitsstoffe“ in der Deutschen Forschungsgemeinschaft (DFG) erarbeitet und veröffentlicht.
Seit 1. Januar 2005 besteht in Deutschland mit dem Inkrafttreten der neuen, deutschen Gefahrstoffverordnung (GefStoffV) ein zusätzliches Grenzwert-Konzept. In der GefStoffV wird unterschieden zwischen Arbeitsplatzgrenzwert (AGW) und Biologischer Grenzwert (BGW). Die aktuellen Technischen Regeln für Gefahrstoffe (TRGS), insbesondere die TRGS 900 „Arbeitsplatzgrenzwerte“ mit Stand vom 4. August 2010 und die TRGS 903 „Biologische Grenzwerte“ mit Stand Dezember 2006 sind daher in Deutschland anzuwenden. Die Bezeichnungen MAK-Wert und BAT-Wert werden in Deutschland jedoch weiterhin von der „Senatskommission zur Prüfung gesundheitsschädlicher Arbeitsstoffe“ verwendet. Diese Senatskommission veröffentlicht ihre Vorschläge zum 1. Juli jeden Jahres. Die Vorschläge werden anschließend von dem Ausschuss für Gefahrstoffe (AGS) geprüft und gegebenenfalls in die Gefahrstoffverordnung übernommen. Die rechtlich bindende Bekanntgabe der Grenzwerte erfolgt in der TRGS 900 Arbeitsplatzgrenzwerte. Falls in Deutschland für einen Arbeitsstoff kein Arbeitsplatzgrenzwert nach TRGS 900 festgelegt ist, kann nach TRGS 402 zur Bewertung der Exposition z. B. der MAK-Wert der DFG herangezogen werden.
Die MAK- und BAT-Werte-Liste erscheint in Deutsch, seit 1985 auch in Englisch und seit 2018 auch in Spanisch.

### Konzept
Als Maximale Arbeitsplatz-Konzentration gilt „die höchstzulässige Konzentration eines Arbeitsstoffes …, die nach dem gegenwärtigen Stand der Kenntnis auch bei wiederholter und langfristiger Exposition … im Allgemeinen die Gesundheit der Beschäftigten nicht beeinträchtigt und diese nicht unangemessen belästigt (z. B. durch einen ekelerregenden Geruch).“ Dabei gelten die MAK-Werte für Personen, die gesund und im erwerbsfähigen Alter sind.
Die MAK-Werte werden jährlich durch die ständige „Senatskommission zur Prüfung gesundheitsschädlicher Arbeitsstoffe“ im Regelfall nach unten angepasst und veröffentlicht. Bei der Aufstellung der MAK-Werte werden in erster Linie die toxikologischen Wirkungscharakteristika der Arbeitsstoffe berücksichtigt. Bei der Aufstellung von MAK-Werten sind demnach „wissenschaftlich fundierte Kriterien des Gesundheitsschutzes, nicht die technischen und wirtschaftlichen Möglichkeiten der Realisation in der Praxis“ maßgeblich. Dabei orientiert sich die MAK-Kommission bei der Ableitung von MAK-Werten an dem NOAEL (No Observed Adverse Effect Level) für den empfindlichsten Endpunkt mit gesundheitlicher
Relevanz eines Arbeitsstoffes.
In der Regel wird die tatsächliche Fremdstoffkonzentration nie ganz konstant sein, sondern Schwankungen unterliegen, die aber in vielen Fällen einen Spitzenwert nicht überschreiten dürfen. Den Stoffen werden daher stoffspezifische Überschreitungsfaktoren (Verhältnis von kurzzeitig erlaubter Konzentrationsspitze zum MAK-Wert) zugeordnet. Die Definitionen der Überschreitungsfaktoren können im Abschnitt VI der Liste nachgelesen werden.
Jeder Arbeitsstoff wird zusätzlich in Bezug auf folgende Charakteristika bewertet und eingestuft:
- Kanzerogenität (siehe Abschnitt III der MAK-Liste)
- Keimzellmutagenität (siehe Abschnitt IX der MAK-Liste)
- Gefährdung der Schwangerschaft (siehe Abschnitt VIII der MAK-Liste)
- sensibilisierende Wirkung (siehe Abschnitt IV der MAK-Liste)
- Beitrag zur systemischen Toxizität nach Hautresorption (siehe Abschnitt VII der MAK-Liste)

#### Bewertung der Kanzerogenität und der Keimzellmutagenität
Im Abschnitt III der MAK-Liste sind die Regeln zur Einstufung und Bewertung (potentiell) krebserzeugender Stoffe aufgeführt. Dabei erfolgt eine Einteilung in fünf Kategorien, die von „Stoffe, die beim Menschen Krebs erzeugen und bei denen davon auszugehen ist, dass sie einen Beitrag zum Krebsrisiko leisten.“ (Kategorie 1) bis zu „Stoffe, die bei Tier oder Mensch Krebs erzeugen oder als krebserzeugend für den Menschen anzusehen sind und für die ein MAK-Wert abgeleitet werden kann.“ (Kategorie 5) reichen. Für Stoffe der Kategorien 1 und 2 werden grundsätzlich keine MAK-Werte angegeben, da eine Exposition vermieden werden muss. Der ihnen zugeordnete Grenzwert hieß vor Inkrafttreten der Gefahrstoffverordnung Technische Richtkonzentration (TRK). Für die anderen Kategorien werden zwar MAK-Werte angegeben, sie gelten aber als vorläufig und als besonders strikt zu beachten. Für den Umgang mit krebserregenden Stoffen gilt im Übrigen die TRGS 905 (Technische Regel für Gefahrstoffe: „Verzeichnis krebserregender, erbgutverändernder oder fortpflanzungsgefährdender Stoffe“).
Entsprechendes gilt für keimzellmutagene Substanzen (Abschnitt IX).

#### Bewertung der Gefährdung in der Schwangerschaft
Besondere Bedingungen gelten für Schwangere (Abschnitt VIII). Hierzu werden die Stoffe einer der drei Gruppen A („Eine fruchtschädigende Wirkung ist beim Menschen sicher nachgewiesen und auch bei Einhaltung des MAK- und BAT-Wertes zu erwarten.“) bis C („Eine fruchtschädigende Wirkung braucht bei Einhaltung des MAK- und BAT-Wertes nicht befürchtet zu werden“) bzw. D („Für die Beurteilung der fruchtschädigenden Wirkung liegen entweder keine Daten vor oder die vorliegenden Daten reichen für eine Einstufung in eine der Gruppen A, B oder C nicht aus“) zugeordnet.

#### Bewertung der sensibilisierenden Wirkung
Speziell ausgewiesen werden allergene Substanzen (Abschnitt IV), je nachdem, ob der Effekt die Haut („Sh“), die Atemwege („Sa“) oder Haut und Atemwege („Sah“) betrifft oder zu einer Photokontakt-Sensibilisierung („SP“) führt.

#### Bewertung der systemischen Toxizität nach Hautresorption
Wo eine perkutane Aufnahme zu einer besonderen Belastung führt (Abschnitt VII), wird die „Zusatzbezeichnung H“ angebracht.

#### Stoffgemische und Beispiele für MAK-Werte
Die MAK-Werte gelten für einzelne Stoffe. Sind mehrere Stoffe vorhanden, so können aus den MAK-Werten nur sehr beschränkt Schlüsse gezogen werden, ob das Gemisch eine toxische Wirkung hat.
Rechtlich ermöglicht TRGS 402 für diesen Fall eine Beurteilung der Gefährdung. TRGS 402 bezieht sich aber auf die nach der Gefahrstoffverordnung geltenden Arbeitsplatzgrenzwerte (AGW), nicht auf die Empfehlungen der MAK-Kommission (MAK-Werte).
| Schadstoff             | MAK in mg/m3 | Bemerkung                                           |
| ---------------------- | ------------ | --------------------------------------------------- |
| SO2                    | 2,7          | [ 20 ]                                              |
| CO                     | 35           |                                                     |
| CO2                    | 9100         |                                                     |
| NO2                    | 0,95         | [ 21 ]                                              |
| N2O                    | 180          |                                                     |
| Ozon                   | –            | der frühere MAK-Wert von 0,2 mg/m3 wurde ausgesetzt |
| Halothan               | 41           | [ 23 ]                                              |
| Enfluran               | 150          | [ 24 ]                                              |
| Isofluran              | 15           | [ 25 ]                                              |
| Staub (einatembar)     | 4            | [ 26 ]                                              |
| Staub (alveolengängig) | 0,3          | [ 27 ]                                              |
| Brom                   | –            | der frühere MAK-Wert von 0,1 ml/m3 wurde ausgesetzt |

### Zusammenhang zu anderen Grenzwertkonzepten
Die maximalen Immissions-Konzentrationen – MIK sind Empfehlungen für Grenzwerte, für die Luftverunreinigungen bodennah im Freien außerhalb der Emissionsquelle für Mensch und Tier oder Pflanze bei dauernder Einwirkung als unbedenklich erachtet werden. Diese werden von der Kommission Reinhaltung der Luft festgelegt, nicht von der MAK-Kommission der DFG. Meist wird MIK als 1/20 des MAK-Wertes angesetzt:
MIK ~ MAK/20

## Schweiz
In der Schweiz werden MAK-Werte von der Suva erlassen gemäß Art. 50 Abs. 3 der Verordnung des Bundesrates vom 19. Dezember 1983 über die Verhütung von Unfällen und Berufskrankheiten. Der Erlass erfolgt im Einvernehmen mit der Grenzwert-Kommission der Schweizerischen Vereinigung für Arbeitsmedizin, Arbeitshygiene und Arbeitssicherheit (Suissepro). Die Grenzwerte erscheinen in der Broschüre „Grenzwerte am Arbeitsplatz“, die von der Suva herausgegeben wird.
In der Schweiz werden MAK-Werte für krebserzeugende Arbeitsstoffe vergeben (Zusatzeinstufung C1 bis C3). Die Einhaltung des MAK-Wertes schützt also bei gewissen genotoxisch krebserzeugenden Stoffen nicht vor einem geringen Restrisiko des Krebses.

## Österreich
Die Konzentration von gefährlichen Stoffen in der Luft am Arbeitsplatz wird mit Hilfe von Grenzwerten beurteilt. In Österreich sind gemäß Grenzwerteverordnung (GKV) MAK- und TRK-Werte verbindlich festgelegt.